# Cadillac CT6
La Cadillac CT6 è un'autovettura prodotta dalla casa automobilistica statunitense Cadillac dal gennaio 2016. Nel 2020 è cessata la produzione negli Stati Uniti, continuando solo per il mercato e negli stabilimenti cinesi.

## Prima generazione (2016-2023)

### Il contesto

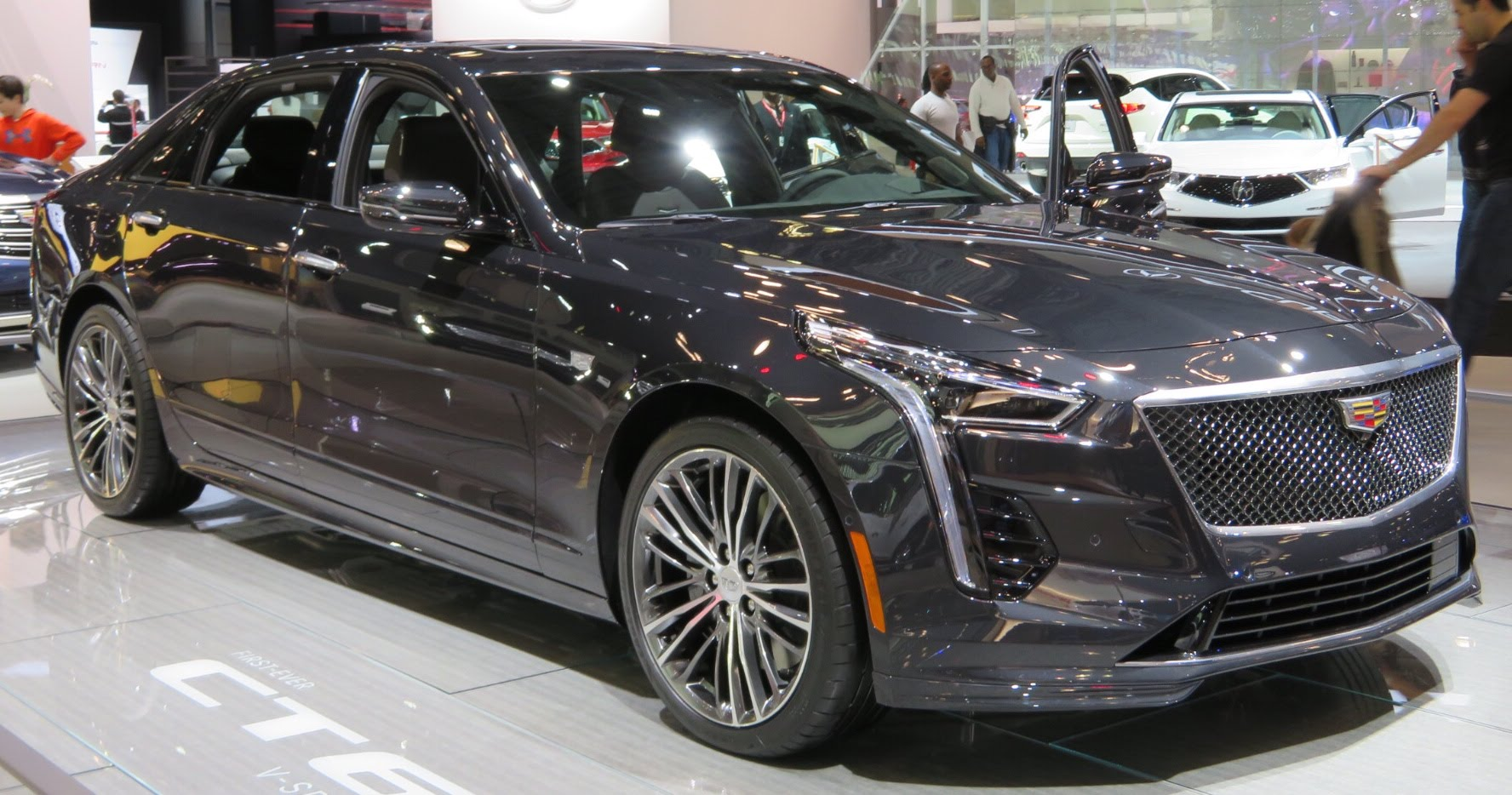
CT6 V-Sport

La CT6 (acronimo di Cadillac Touring 6) è stata presentata al salone dell'automobile di New York 2015 ed è stata introdotta negli Stati Uniti a marzo 2016. È la prima vettura ad adottare la nuova denominazione. È costruita su una piattaforma diversa (ovvero la GM  Omega) rispetto alla più piccola CTS ed è progettata come veicolo a trazione posteriore, con la trazione integrale opzionale. Oltre ai mercati del Nord America e della Cina, la CT6 è disponibile anche in Europa, Corea, Giappone, Israele e Medio Oriente.

### Motorizzazioni
I motori disponibili sono tutti benzina e comprendono il 2,0 litri Ecotec 4 cilindri turbo da 276 CV, 3,6 litri V6 aspirato da 340 CV, 3,0 litri V6 biturbo da 405 CV e un 4,2 litri V8 biturbo.

#### CT6 PHEV
La CT6 PHEV, la variante ibrida plug-in, è stata presentata al Salone di Shanghai 2015 ed è arrivata sul mercato in Cina nel dicembre 2016, mentre negli Stati Uniti ha fatto seguito nel secondo trimestre del 2017. Cadillac dichiara un'autonomia nella sola modalità elettrica di circa 31 miglia (misurazione EPA secondo gli standard statunitensi), ovvero 50 chilometri. In Cina, l'autonomia elettrica secondo lo standard cinese è di 80 km.

#### CT6-V
Presentata come versione ad alte prestazioni della CT6, la CT6-V (nota in precedenza anche come V-Sport) è stata presentata per la prima volta al salone di New York nel 2018. I miglioramenti rispetto alla normale CT6 includono un nuovo motore V8 DOHC con sovralimentazione mediante doppio turbo "a V caldo" (ovvero con le turbine posizionate tra le due bancate) nome in codice Blackwing, che produce 550 CV a 5700 giri al minuto e 868 Nm di coppia tra 3200 giri al minuto e 4000 giri al minuto. Questo motore ha un alesaggio di 86,0 mm e una corsa di 90,2 mm con un rapporto di compressione di 9,8:1.

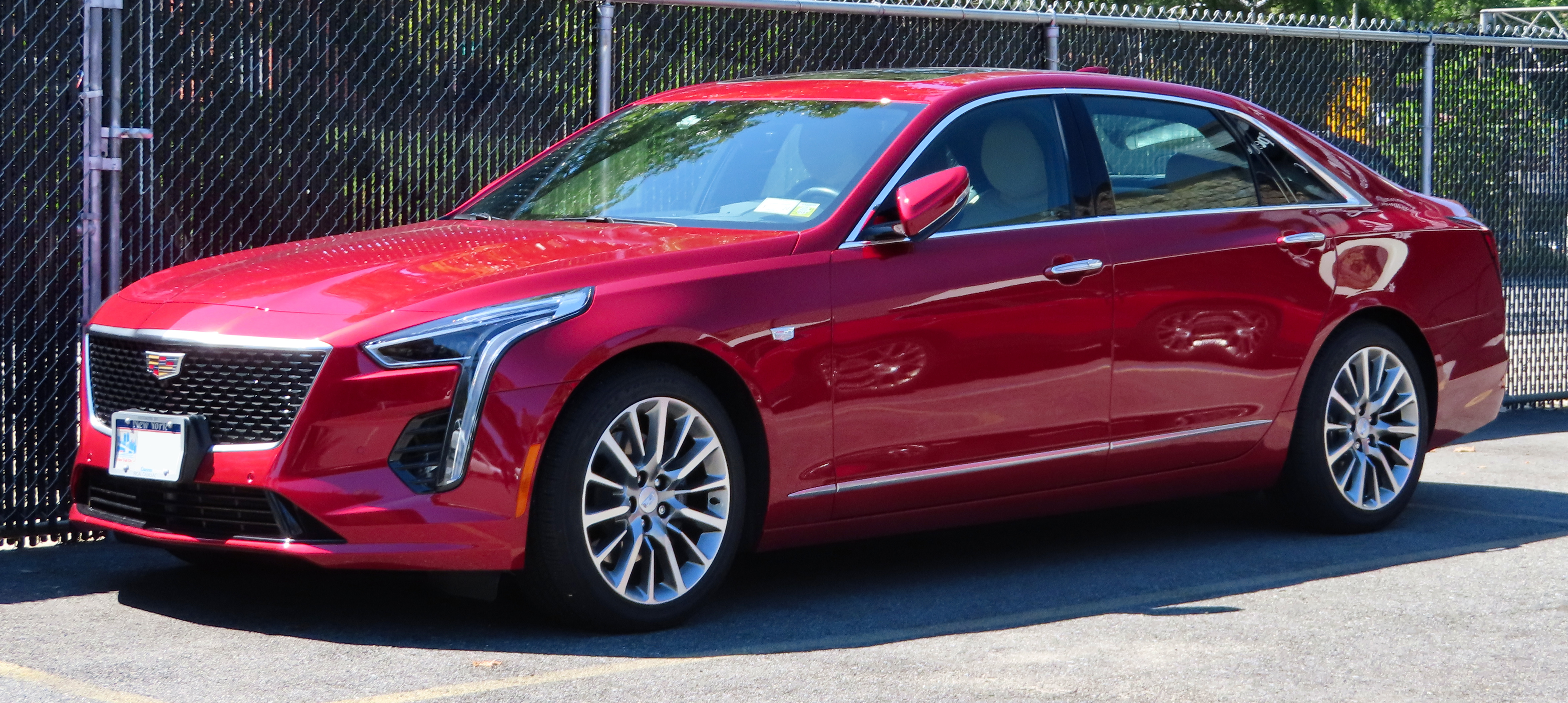
Restyling 2019

### Restyling 2019
La vettura è stata pesantemente aggiornata nel 2019, con le modifiche più visibili apportate alla carrozzeria caratterizzata da una nuova calandra, paraurti e inedite luci anteriori e posteriori.
Nel novembre 2018 la GM ha annunciato che lo stabilimento di Hamtramck (dove viene costruita la CT6) sarebbe stato riorganizzato per l'assemblaggio di veicoli elettrici e la produzione negli Stati Uniti è cessata nel febbraio 2020, sebbene il modello abbia continuato a essere prodotto dalla joint venture SAIC-GM a Shanghai fino a maggio 2023.

## Seconda generazione (2023-)

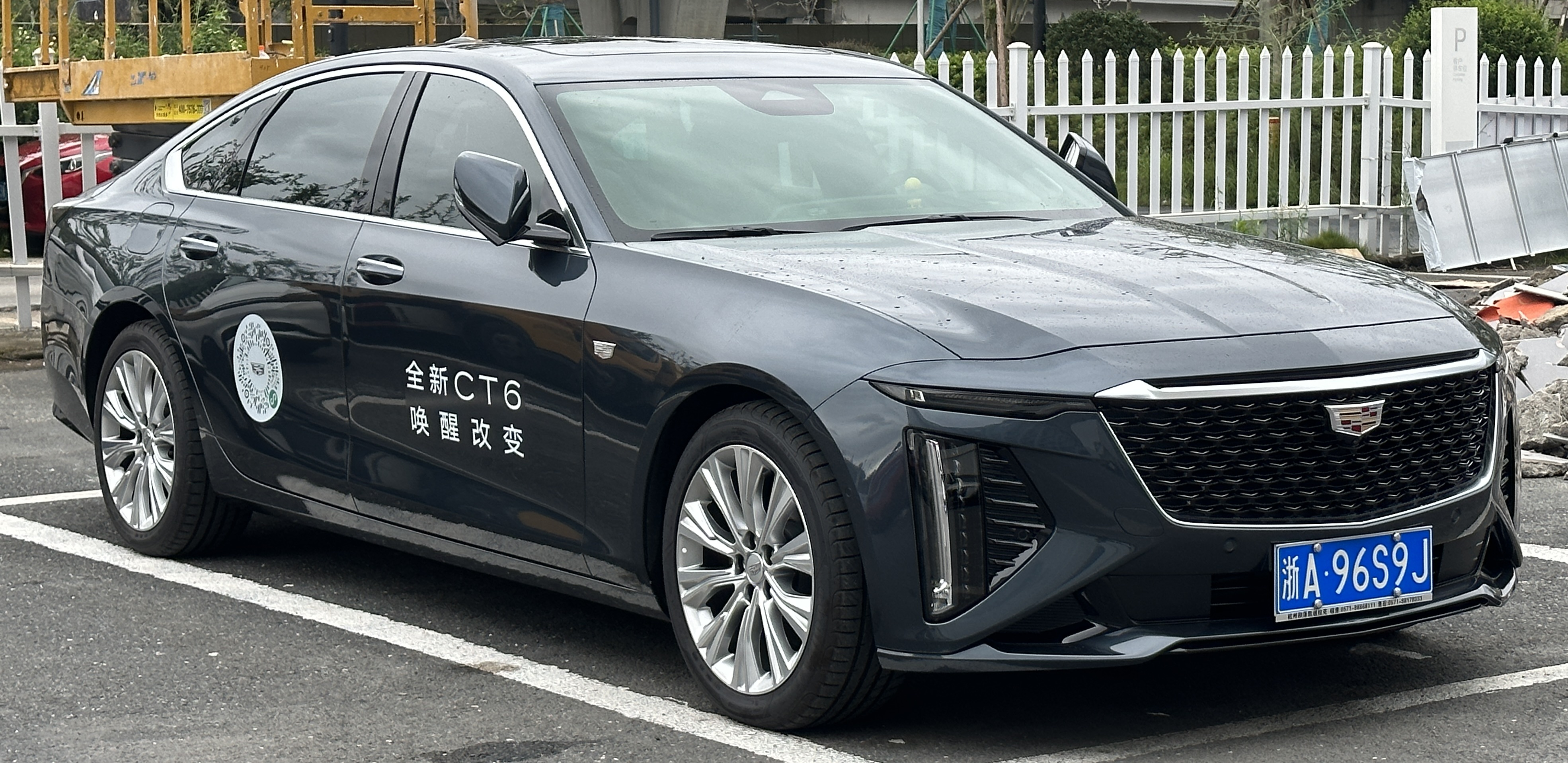
Cadillac CT6 II

Le prime immagini e dettagli tecnici della CT6 di seconda generazione sono trapelati nel novembre 2022; questa seconda serie ha dimensioni esterne simili e lo stesso passo della CT6 di prima generazione. 

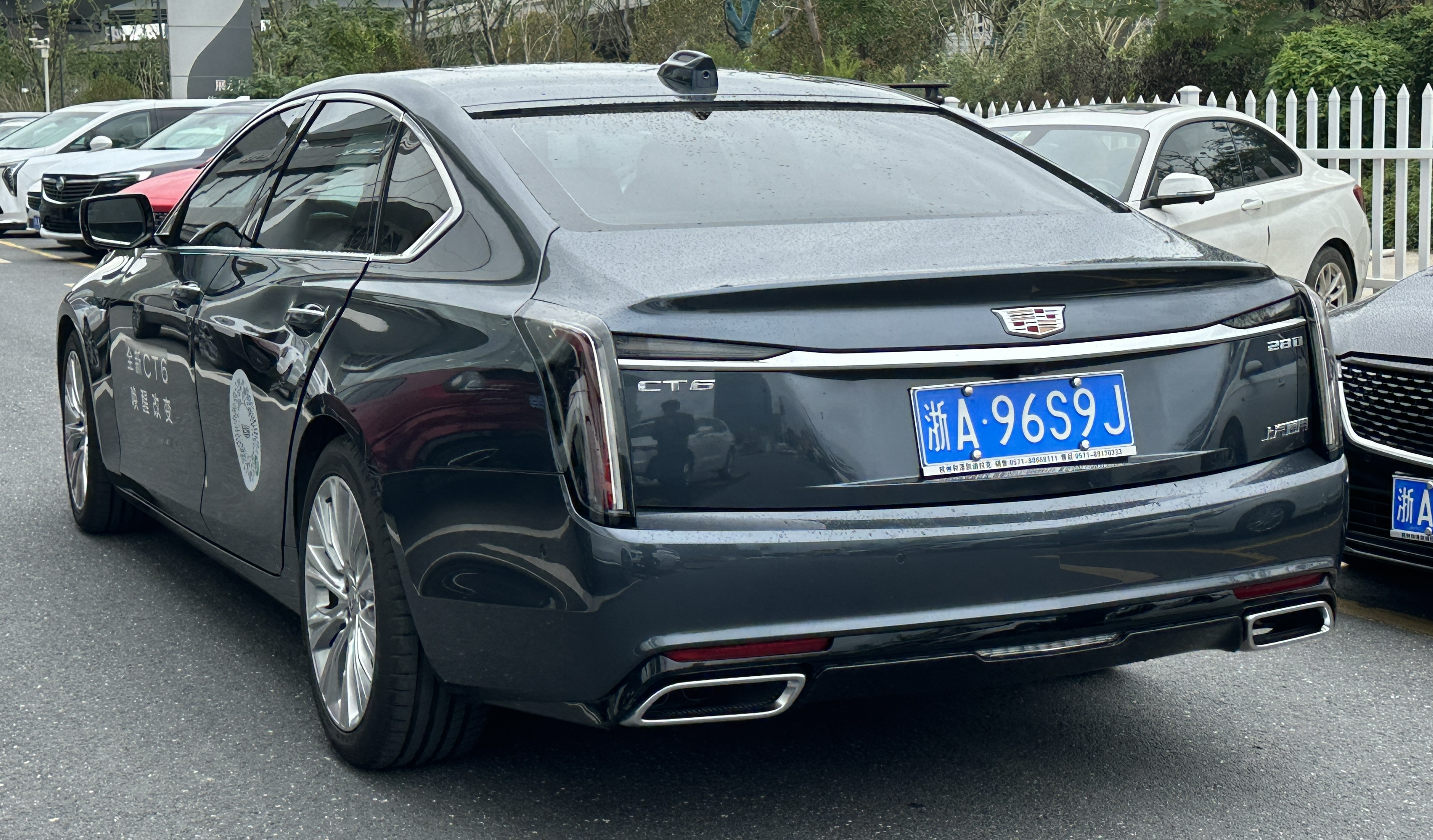
Cadillac CT6 II

La seconda generazione CT6 ha fatto il suo debutto il 28 maggio 2023 ed è venduta ed assemblata esclusivamente in Cina. Unico motore disponibile al lancio è un 2.0 litri LSY a 4 cilindri in linea turbo da 237 CV abbinato ad una trasmissione automatica a 10 velocità.
La CT6 II si distingue dalla passata generazione per una carrozzeria ridisegnata, uno nuovo schermo del sistema d'infotainment da 33 pollici insieme ad un sistema di guida autonoma che combina il cruise control chiamato Super Cruise, sospensioni magneterologiche Magnetic Ride Control 4.0 e uno specchietto retrovisore digitale.